# ويليام إف. شيهان
ويليام إف. شيهان هو محامي وسياسي أمريكي، ولد في 6 نوفمبر 1859 في بوفالو في الولايات المتحدة، وتوفي في 14 مارس 1917 في نيويورك في الولايات المتحدة. نشط حزبياً في الحزب الديمقراطي. وقد انتخب عضو جمعية ولاية نيويورك ‏.